# ニュー・ブリード
ニューブリードはアメリカのプロレス団体WWEに属するプロレスECWにかつて存在した、プロレスラーのユニットである。ECWのECWオリジナルズと抗争をしていた。日本語字幕では「新種族」と表記される事も多い。

## 発足
ニュー・ブリードはWWEの新リーグ版ECWに存在する旧ECW陣（ECWオリジナルズ）に嫌悪感を抱くビンス・マクマホンによって考案されたユニットで、オリジナルズに対抗するために結成されたECWの若手レスラー「新種族」で固められている。リーダーにはビンス・マクマホン直々の任命で、イライジャ・バークが務めた。
レッスルマニア23にも出場を果たし、ECWオリジナルズと対決するも敗退。
後にケビン・ソーンが離脱。一時期CMパンクも加入するが、これは見せかけで後に他のメンバーを騙し離脱する。残ったメンバーはイライジャ、マーキス、ストライカーと三人になってしまい、その後もストライカーが離脱、マーキスもWWEを退団したためユニットは自然消滅した。

## 過去に所属した事のある人物
- イライジャ・バーク（リーダー）
- マーキス・コー・ヴァン
- マット・ストライカー
- ケビン・ソーン
- CMパンク